# Mattenstrasse 2, 4, 6, 8, Murtenstrasse 59
Die Wohnhäuser Mattenstrasse 2, 4, 6 und 8 und Murtenstrasse 59 (erbaut 1929 bis 1935) in Biel im Kanton Bern in der Schweiz wurde im Stil des Neuen Bauens errichtet. Sie stehen als Kulturgut unter Denkmalschutz.

## Lage

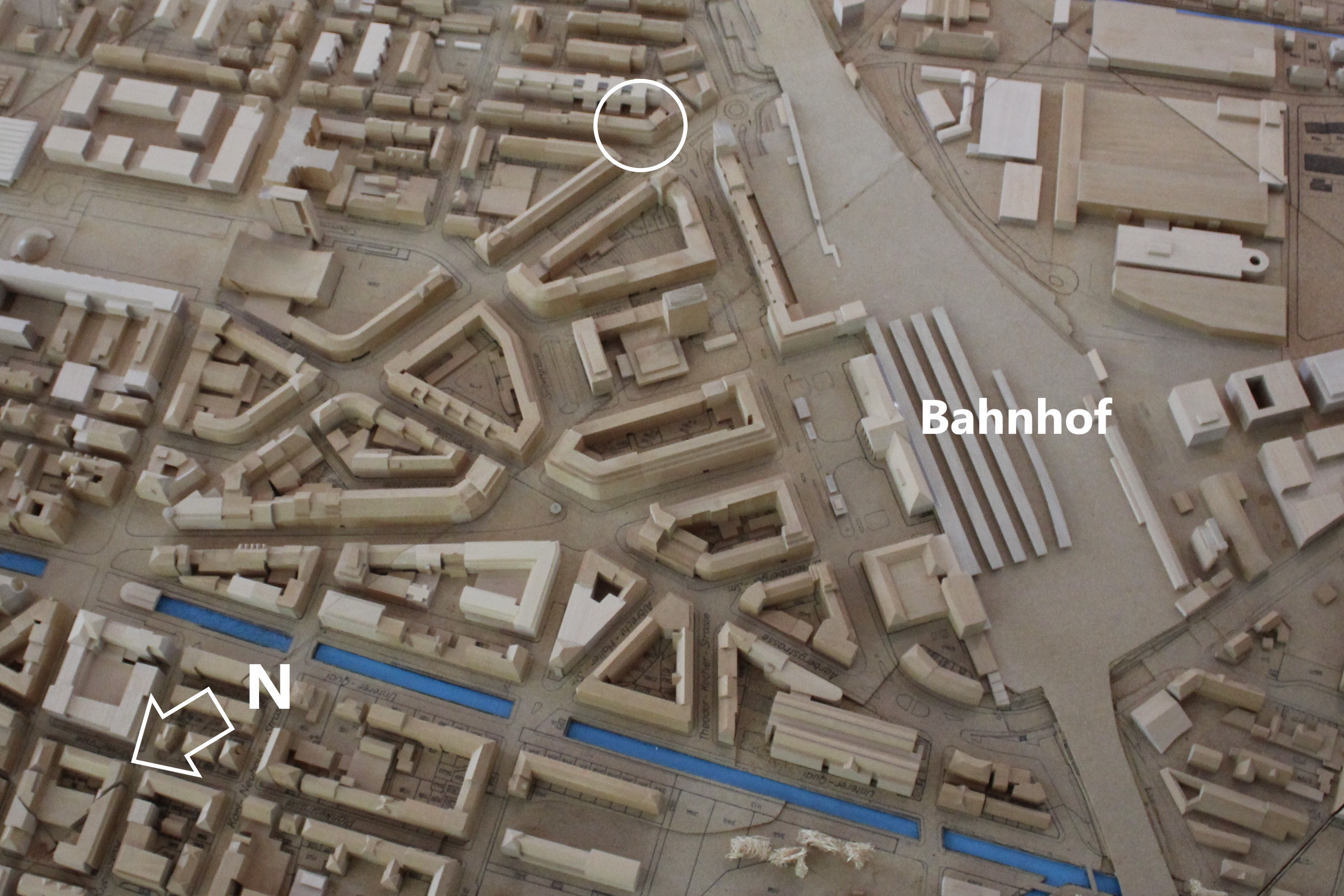
Wohnbebauung Murtenstrasse 59, Mattenstrasse 2, 4, 6, 8

Östlich des Bahnhofs Biel/Bienne in der Bieler Neustadt liegen die Mehrfamilienwohnhäuser Wohnhäuser Mattenstrasse 2, 4, 6 und 8 sowie Murtenstrasse 59. Sie sind Teil der «Baugruppe T» (Bahnhofquartier). Direkt anschliessend, in der Johann-Verresius-Strasse 4–14 befinden sich weitere Vertreter der Bieler Moderne.

## Geschichte
Der Architekt Alfred Leuenberger errichtete die Blockrandbebauung in mehreren Phasen in den Jahren 1929 bis 1935. Die Sonderbauvorschriften für das Bahnhofsviertel wurden erst 1930 erlassen. Deshalb legte der Architekt 1929 eine Gesamtstudie vor, nach der die Bebauung bewertet wurde. Die Gestaltung zieht sich über mehrere Grundstücke mit gleicher Flachdacharchitektur, Erkern und Balkonen. Bei der Farbgestaltung werden von der Stadt Biel grosse Freiheiten zugestanden. Die Putzfassaden erhielten Anstriche in den Komplementärfarben Rot-Orange und Grün sowie Gelb und Blau. Im Jahr 2015 wurden die Gebäude saniert.
Die Gebäude wurden 2003 rechtswirksam im Bauinventar des Kantons Bern als «schützenswert» verzeichnet. Die Murtenstrasse 59 wurde geschützt durch den Vertrag vom 21. Oktober 2014.

## Beschreibung

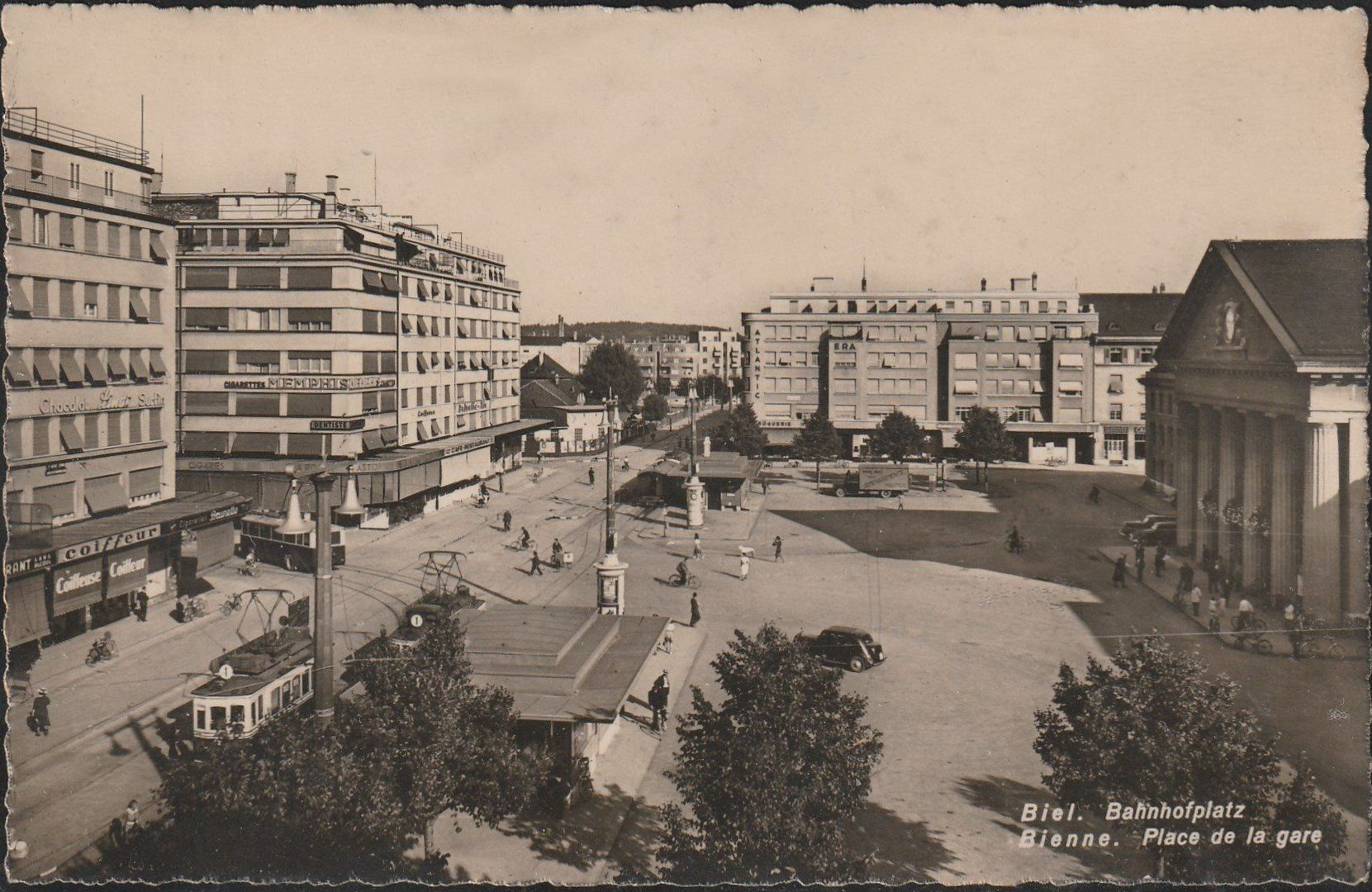
Vom Bahnhofplatz in der Blickachse der Johann-Verresius-Strasse liegt der Kopfbau Murtenstrasse 59 (neben dem Schriftzug «Atlantic»)

Die Bebauung ist geschlossen und folgt dem Verlauf der Mattenstrasse. An der Strassenkreuzung zur Murtenstrasse, vom Bahnhof gesehen in der Blickachse der Verresius-Strasse, entwickelt sich der Kopfbau Murtenstrasse 59 turmartig. Das Gebäude verfügt über 5 Geschosse und ein überhöhtes Attikageschoss mit Fernwirkung. Die weiteren Gebäude haben 4 Geschosse und ein Attikageschoss. Die Einzelgebäude sind nicht völlig gleich, sondern unterscheiden sich in Kleinigkeiten. Architekt Leuenberger verwendete den Typ Mattenstrasse 2/4 fast unverändert in der Johann-Verresius-Strasse 4 bis 14.
Die Formensprache der Architektur ist im Unterschied zur Bahnhofstrasse detailreicher. Balkone und Erker strukturieren mit ihren Volumen die in einheitlicher Ebene verlaufenden, verputzten Fassaden. Einige Details sind noch der expressionistischen Architektur zuzuordnen. Neben der Betonung der Horizontalen durch Balkone und Gesimse gibt es auch eine starke Betonung der Senkrechten mit vertikalen Fensterbändern im Bereich der Treppenhäuser. Die bauzeitlichen Metallsprossen der Fenster sind intakt. Die gut gestalteten Haustüren und das ausdrucksstarke Art-déco-Fries sind hervorzuheben.
Die Denkmalbehörde des Kantons Bern bewertet die Bebauung als «wichtiges, frühes Ensemble des neuen, in diesem Bereich gegen O auslaufenden Bahnhofquartiers».